# Heinrich Racker
Heinrich Racker (1910 – Buenos Aires, 28 gennaio 1961) è stato uno psicoanalista, psicologo, musicologo, psichiatra e filosofo polacco naturalizzato argentino.

## Biografia
Sfuggì al nazismo andando a vivere a Buenos Aires nel 1939. Conseguì il dottorato in musicologia e filosofia, e divenne psicoanalista, prima sotto la direzione di Jeanne Lampi-de-Groot, e in seguito con Ángel Garma e Marie Langer in Argentina. Il suo lavoro più importante fu uno studio sulla tecnica psicoanalitica conosciuta come transfert e controtransfert, che fu pubblicata per la prima volta nel 1968.
Fu il fratello, del famoso biochimico Efraim Racker.

## Opere
- Observaciones sobre la contratransferencia como instrumento técnico, in Revista de psicoanálisis de la Asociacíon psicoanalítica argentina, 1951
- A contribution to the problem of countertransference, in International Journal of Psycho-Analysis 34:4 (1953), 313-324.
- The meanings and uses of countertransference, Psychoanalytic Quarterly 26:3 (1957), 303-357.
- Psicoanálisis del espíritu; consideraciones psicoanalíticas sobre filosofía, religión, antropología, caracterología, música, literatura, cine, Buenos Aires: Nova. A.P.A., 1957
- Übertragung und Gegenübertragung : Studien zur psychoanalytischen Technik, 1959. Translated into English as Transference and countertransference, London: Hogarth Press, 1968. International psycho-analytical library, no. 73.